# Gnidia rivae
Gnidia rivae är en tibastväxtart som beskrevs av Ernest Friedrich Gilg. Gnidia rivae ingår i släktet Gnidia och familjen tibastväxter. Inga underarter finns listade i Catalogue of Life.